# Trisat
Trisat je slovenski nanosatelit za promatranje Zemlje, proizveden u sklopu istoimenog slovenskog programa na Sveučilištu u Mariboru .
Lansiran je 3. rujna 2020. iz Francuske Gijane, odakle ga je u svemir odnijela raketa-nosač Vega. Znanstveni cilj misije usmjeren je na daljinsko detektiranje Zemljine površine pomoću hiperspektralne kamere.
Prva uspješna komunikacija između satelita i zemaljske postaje u Mariboru uspostavljena je 3. rujna 2020. u 12:20 po lokalnom vremenu.

### Specifikacije
- Klasa: Nanosatelit oblika 3U
- Masa: 5 kg
- Dimenzije: 11 × 12 × 34 centimetara (sklopljen), 111 × 48 × 34 centimetara (rasklopljene antene)
- Kontrola položaja: dvoosna (po izboru troosna) stabilizacija (3 magnetska pokretača, solarni i visokoosjetljivi senzori magnetskog polja)
- Napajanje: baterija snage 30 Wh, fiksni solarni paneli
- Komunikacija: VHF (GFSK, podesiva brzina prijenosa), UHF (GFSK, podesiva brzina prijenosa)
- Određivanje orbite: prijemnik globalnog navigacijskog satelitskog sustava za određivanje orbite s podrškom za GPS, GLONASS, Galileo, BeiDou